# 氢氯噻嗪
氫氯噻嗪（INN:hydrochlorothiazide），以商品名稱Hydrodiuril等於市面上銷售，是一種利尿劑，用於治療高血壓和因體液積聚而引起的水腫。其他用途有治療尿崩症和腎小管性酸中毒，以及將尿液中鈣含量高的個體，降低其罹患腎結石的風險。 氫氯噻嗪是一種噻嗪類利尿劑，它可抑制用藥者腎臟遠端腎小管對鈉離子和氯離子的重吸收，而避免引發鈉尿。由於鈉尿，個體的尿量會增加，血容量也會因此降低。目前認為氫氯噻嗪可經由降低周邊血管阻力來發揮降低血壓作用。
氫氯噻嗪經由口服給藥方式給藥，可與其他管理血壓藥物聯合，成為一種複方藥，以提高療效。
使用此藥物的潛在副作用有腎功能不佳、電解質失衡（包括低血鉀），較不常見的副作用有低血鈉症、痛風、高血糖和直立性低血壓。
默克製藥和汽巴精化（後併入諾華製藥）兩家公司聲稱他們發現這種藥物，此藥物於1959年開始於市場上銷售，且已列入世界衛生組織基本藥物標準清單之中。市場上有其通用名藥物流通，且售價相對便宜。此藥物於2022年在美國最常使用處方藥中排名第12，開立的處方箋數目超過3,800萬張。

## 醫療用途
氫氯噻嗪用於治療高血壓、心臟衰竭、症狀性水腫、尿崩症和腎小管性酸中毒，也用於預防尿液中鈣含量高的個體罹患腎結石。
多項研究顯示氫氯噻嗪可作為原發性高血壓患者的初始單藥治療，然而應在此療法與長期不良代謝異常後果之間做權衡。使用50毫克或更低劑量的氫氯噻嗪歷經4年後，比同期使用高劑量氫氯噻嗪（50毫克或更高）和β受體阻滯劑，更能降低死亡率和心血管疾病的發生率。於2019年發表的一項綜述，支持不同藥物在高血壓單藥治療方面具有相同效力，但噻嗪類或是類似噻嗪利尿劑顯示出比血管張力素轉化酶抑制劑及非二氫吡啶類鈣離子通道阻滯劑有更好的療效和安全性。
一項為期4年的研究發現低劑量（50毫克或更低）的氫氯噻嗪作為高血壓的第一線治療，可降低總死亡率和心血管疾病發生率。氫氯噻嗪在預防心臟病發作和中風方面似乎比氯噻酮更有效。氫氯噻嗪的效力較低，但可能比氯噻酮在降低血壓方面更有效。但需要更嚴謹的研究來證實前述兩種藥物中何者在降低心血管事件方面更為優越。這兩種藥物產生的副作用情況相似，並且都與劑量有關聯。
氫氯噻嗪有時也用於預防骨質疏鬆症，以及治療副甲狀腺功能低下症、高鈣尿症、登特氏病和梅尼爾氏症。
主要來自觀察性研究而得的少數證據，顯示噻嗪類利尿劑對骨礦物質密度有適度的益處，且較未服用噻嗪類藥物的人有較低的骨折風險。噻嗪類藥物通過促進腎臟保留鈣，以及直接刺激成骨細胞分化和骨礦物質形成，而能減少骨礦物質流失。
與單獨治療相比，包含氫氯噻嗪的複方藥（如氯沙坦/氫氯噻嗪）較單獨使用氫氯噻嗪具有更多優勢，例如使用氯沙坦（100毫克）/氫氯噻嗪（25毫克）的複方製劑，會有更強的降壓作用和額外的降壓療效。

## 副作用
- 低血鉀是偶爾會發生的副作用。通常可經由補充鉀，或將氫氯噻嗪與保鉀利尿劑（英语：Potassium-sparing diuretic）聯合使用來預防。
- 其他血清電解質水平紊亂，包括低鎂血症、低鈉血症和高鈣血症。
- 高尿酸血症。所有噻嗪類利尿劑，包括氫氯噻嗪，都會抑制腎臟排泄尿酸，而增加其在血清中的濃度。而可能會增加痛風發生率，尤其是在每天劑量 ≥ 25毫克時，以及在易感人群中（例如60歲以下的男性）。[22][23][24]
- 高血糖
- 高血脂症 - 高膽固醇和甘油三酯
- 頭痛
- 噁心/嘔吐
- 光敏性
- 體重增加
- 胰腺炎

氫氯噻嗪的藥品包裝說明書中關於噻嗪類利尿劑對磺胺類藥物過敏患者中的使用數據含糊不清且不一致，幾乎沒證據支持這些說法。研究人員Strom等人進行的回顧性隊列研究，結論是患者發生過敏反應風險增加的原因是由於患者普遍存在過敏反應的傾向，並非由於磺胺類藥物成分造成的交叉反應。開立處方者應仔細檢查證據，並對每位個體進行評估，特別注意其先前磺胺類藥物過敏史，而非只依賴藥物專論上的資訊。
使用此藥物在罹患非黑色素瘤皮膚癌的風險會增加。澳大利亞治療用品管理局於2020年8月要求更新含有氫氯噻嗪藥品的產品信息 (PI) 和消費者藥品信息 (CMI)，以納入有關非黑色素瘤皮膚癌風險增加的詳細信息。美國食品藥物管理局 （FDA）於2020年8月更新藥物標籤，內容是關於非黑色素瘤皮膚癌（基底細胞癌或皮膚鱗狀細胞癌）風險增加的信息。
此藥物帶有黑框警告 - 是FDA最嚴重的警告。黑盒警告提醒醫生和患者，如果個體已懷孕，或是計畫懷孕，就不應服用此藥，因為可能會對胎兒造成傷害，或是導致妊娠終止。
2024年11月，国际癌症研究机构（IARC）将氢氯噻嗪、伏立康唑和他克莫司列为1类致癌物。

## 社會與文化

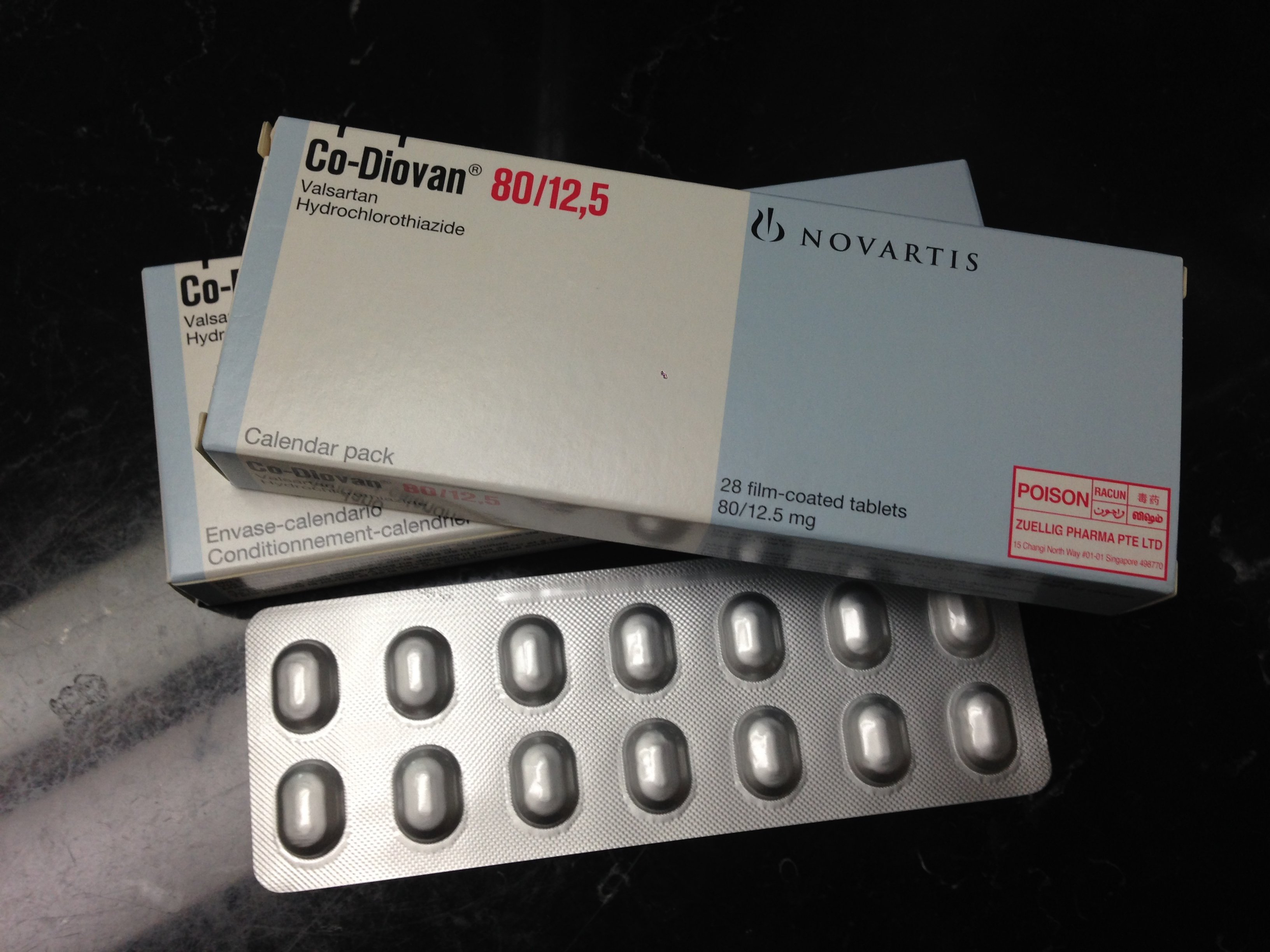
商品名稱為Co-Diovan (由纈沙坦與氫氯噻嗪組合而成的複方藥。

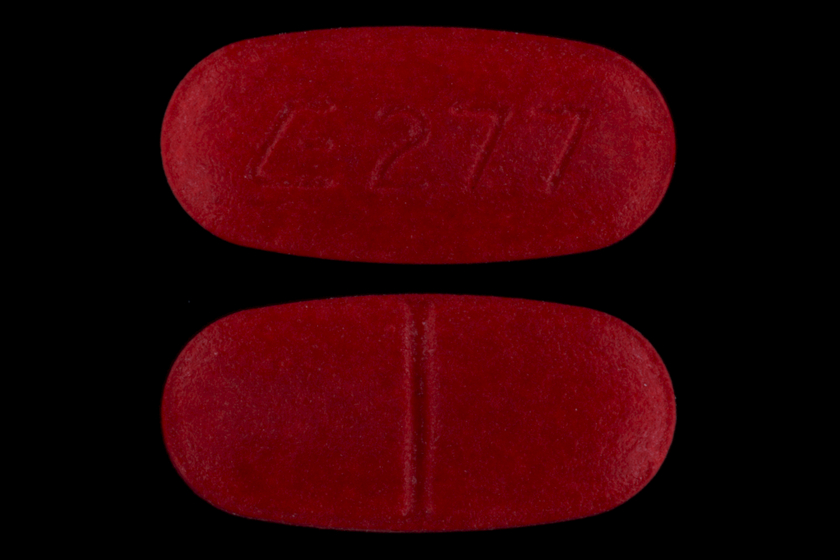
兩種由鹽酸貝那普利（20毫克）和氫氯噻嗪（25毫克）組合而成的通用名複方藥（口服錠）。

### 品牌名稱
氫氯噻嗪的通用名藥物有大量商用品牌名稱，如Apo-Hydro、Aquazide、BPZide、Dichlotride、Esidrex、Hydrochlorot、Hydrodiuril、HydroSaluric、Hypothiazid、Microzide、Oretic等等。
為減輕患者用藥數量，並降低副作用，氫氯噻嗪經常與其他多種降血壓藥物聯合，製成複方藥，例如：
- 血管張力素轉化酶抑制劑 - 例如Prinzide或Zestoretic（與賴諾普利聯合）、Co-Renitec（與依那普利聯合）、Capozide（與卡托普利聯合）、Accuretic（與喹那普利（英语：quinapril）聯合）、Monopril HCT（與福辛普利（英语：fosinopril）聯合）、Lotensin HCT（與貝那普利（英语：benazepril）聯合）等。
- 血管張力素II型受體拮抗劑 - 例如 Hyzaar（與氯沙坦聯合）、Co-Diovan或DiovanHCT（與纈沙坦聯合）、Teveten Plus（與厄普沙坦（英语：eprosarta）聯合）、Avalide或CoAprovel（與厄貝沙坦聯合）、Atacand HCT或Atacand Plus（與坎地沙坦聯合）等。
- β受體阻滯劑 - 例如Ziac或Lodoz（與畢索洛爾聯合）、[34]Nebilet Plus或Nebilet HCT（與奈比洛爾（英语：nebivolol）聯合）、Dutoprol或Lopressor HCT（與美托洛爾聯合）等。
- 腎素抑制劑（英语：enin inhibitor） - 例如Co-Rasilez或Tekturna HCT（與阿利沙吉（英语：aliskiren）聯合）
- 保鉀利尿劑 - Dyazide和Maxzide triamterene[35]

### 體育
氫氯噻嗪因具有掩蓋運動員使用興奮劑的能力，而被世界反運動禁藥機構列為禁用藥物。